# (19234) Victoriahibbs
(19234) Victoriahibbs est un astéroïde de la ceinture principale.

## Description
(19234) Victoriahibbs est un astéroïde de la ceinture principale. Il fut découvert le 9 novembre 1993 à l'Observatoire Palomar par Eleanor Francis Helin. Il présente une orbite caractérisée par un demi-grand axe de 2,26 UA, une excentricité de 0,21 et une inclinaison de 24,8° par rapport à l'écliptique.

## Compléments